# Пондичерри (округ)
Пондичерри (Пудуччери) — округ в составе союзной территории Пондичерри (Индия).

## География
Округ Пондичерри занимает площадь около 290 км². Он является эксклавом: с трёх сторон окружён территорией штата Тамилнад, а четвёртой стороной примыкает к Бенгальскому заливу.

## История
В 1674 году Французская Ост-Индская компания основала здесь торговый пост Пондишерри.
После образования независимой Индии во французских колониях на индийском субконтиненте начало шириться движение за объединение с Индией. В марте 1954 года местные власти заявили о желании присоединиться к Индии без какого-либо референдума. Начались переговоры между Индией и Францией, и 13 октября 1954 года было подписано соглашение о референдуме. На референдуме, состоявшемся 18 октября 1954 года, подавляющее большинство голосовавших высказалось за присоединение территории Пондишерри к Индии. Три дня спустя в Дели было достигнуто соглашение о фактической передаче власти на этих территориях; официальный договор о передаче был заключён в мае 1956 года, ратифицирован французским парламентом в мае 1962 года, а обмен ратифицированными документами между Францией и Индией состоялся 16 августа 1962 года. С 1 июля 1963 года бывшая Французская Индия стала союзной территорией Пондичерри.

## Состав

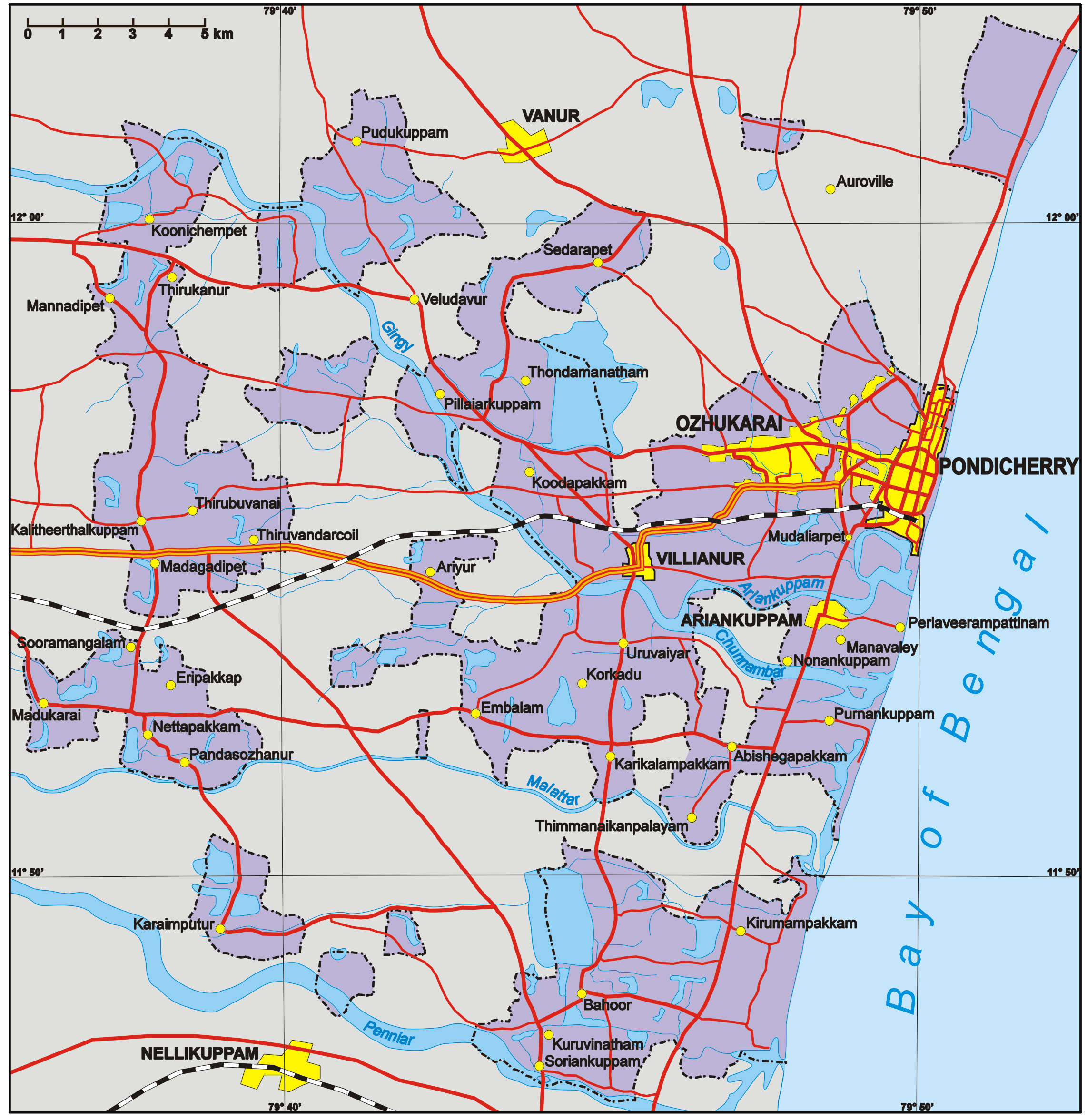
Карта округа Пудуччери

Округ Пондичерри делится на талуки Пондичерри, Озхукарай, Бахоур и Виллианур.